# Малосілківська сільська рада
Малосілківська сільська рада (до 1946 року — Мало-Татарнівська сільська рада, Мало-Татаринівська сільська рада) — колишня адміністративно-територіальна одиниця та орган місцевого самоврядування у Янушпільському, Бердичівському районах і Бердичівській міській раді Вінницької й Житомирської областей Української РСР та України з адміністративним центром у с. Малосілка.

## Населені пункти
Сільській раді були підпорядковані населені пункти:
- с. Малосілка
- с-ще Берізки

## Населення
Кількість населення ради, станом на 1923 рік, становила 2 457 осіб, кількість дворів — 485.
Відповідно до перепису населення СРСР, станом на 17 грудня 1926 року, чисельність населення ради становила 2 727 осіб, з них, за статтю: чоловіків — 1 325, жінок — 1 402; етнічний склад: українців — 2 723, чехів — 4. Кількість господарств — 583, з них несільського типу — 18.
Відповідно до результатів перепису населення СРСР, кількість населення ради, станом на 12 січня 1989 року, становила 928 осіб.
Станом на 5 грудня 2001 року, відповідно до перепису населення України, кількість мешканців сільської ради становила 809 осіб.

### Мова
Розподіл населення за рідною мовою за даними перепису 2001 року:
| Мова       | Відсоток |
| ---------- | -------- |
| українська | 99,01 %  |
| російська  | 0,99 %   |

## Склад ради
Рада складалася з 12 депутатів та голови.

## Керівний склад сільської ради
| ПІБ                           | Основні відомості                                                                       | Дата обрання | Дата звільнення |
| ----------------------------- | --------------------------------------------------------------------------------------- | ------------ | --------------- |
| Олексійчук Микола Миколайович | Сільський голова , 1958 року народження, освіта, член Комуністичної партії України      | 26.03.2006   | 31.10.2010      |
| Олексійчук Микола Миколайович | Сільський голова , 1958 року народження, освіта вища, член Комуністичної партії України | 31.10.2010   |                 |

Примітка: таблиця складена за даними джерела

## Історія
Створена 1923 року як Мало-Татарнівська сільська рада, в складі сіл Демчин, Мала Татарнівка (Мала Татаринівка) та залізничної станції Демчин Озадівської волості Житомирського повіту Волинської губернії. У 1926 році в с. Демчин створено окрему, Демчинську сільську раду Бердичівського району. Станом на 1 жовтня 1941 року на обліку значився населений пункт Народне господарство (згодом — Березівка).
7 червня 1946 року, відповідно до указу Президії Верховної ради Української РСР «Про збереження історичних найменувань та уточнення і впорядкування існуючих назв сільрад і населених пунктів Житомирської області», сільську раду перейменовано на Малосілківську через перейменування її адміністративного центру на с. Малосілка.
Станом на 1 вересня 1946 року сільська рада входила до складу Бердичівського району Житомирської області, на обліку в раді перебували с. Малосілка та х. Березівка, селище залізничної станції Демчин значилося на обліку у Демчинській сільській раді.
11 серпня 1954 року, відповідно до указу Президії Верховної ради УРСР «Про укрупнення сільських рад по Житомирській області», до складу ради включено с. Демчин ліквідованої Демчинської сільської ради Бердичівського району. 29 червня 1960 року, відповідно до рішення Житомирського облвиконкому № 683 «Про об'єднання деяких населених пунктів в районах області», селище зал. станції Демчин приєднано до с. Демчин. 29 травня 1967 року, відповідно рішення Житомирського ОВК № 269 «Про віднесення сіл Лугини і Червоноармійська до категорії селищ міського типу та зміну адміністративної підпорядкованості окремих населених пунктів області», с. Демчин передане до складу Мирославської сільської ради Бердичівського району. 27 червня 1969 року взято на облік селище Березки (раніше — х. Березівка).
На 1 січня 1972 року сільська рада входила до складу Бердичівського району Житомирської області, на обліку в раді перебували с. Малосілка та с-ще Березки.
Виключена з облікових даних 17 липня 2020 року. Територію та населені пункти ради, відповідно до розпорядження Кабінету Міністрів України № 711-р від 12 червня 2020 року «Про визначення адміністративних центрів та затвердження територій територіальних громад Житомирської області», включено до складу Швайківської сільської територіальної громади Бердичівського району Житомирської області.
Входила до складу Янушпільського (7.03.1923 р.), Бердичівського (17.06.1925 р., 28.06.1939 р.) районів та Бердичівської міської ради (15.09.1930 р.).